# Neoathyreus corinthius
Neoathyreus corinthius là một loài bọ cánh cứng trong họ Geotrupidae. Loài này được Klug miêu tả khoa học năm 1843.